# Campeonato Europeo de Halterofilia de 1972
El LI Campeonato Europeo de Halterofilia se celebró en Constanza (Rumanía) entre el 13 y el 21 de mayo de 1972 bajo la organización de la Federación Europea de Halterofilia (EWF) y la Federación Rumana de Halterofilia.

## Medallistas
| Evento  | Oro                                | Plata                                | Bronce                                 |
| ------- | ---------------------------------- | ------------------------------------ | -------------------------------------- |
| 52 kg   | Zygmunt Smalcerz · Polonia · 340,0 | Adam Gnatov URSS 332,5               | Lajos Szűcs · Hungría · 327,5          |
| 56 kg   | Rafail Belenkov URSS 360,0         | Gueorgui Todorov Bulgaria 355,0      | Waldemar Korcz · Polonia · 352,5       |
| 60 kg   | Dito Shanidze URSS 395,0           | Norair Nurikian Bulgaria 387,5       | Mieczysław Nowak · Polonia · 375,0     |
| 67,5 kg | Mladen Kuchev Bulgaria 447,5       | Zbigniew Kaczmarek · Polonia · 442,5 | Mujarbi Kirzhinov URSS 435,0           |
| 75 kg   | Yordan Bikov Bulgaria 477,5        | Viktor Kurentsov URSS 472,5          | Anselmo Silvino · Italia · 460,0       |
| 82,5 kg | Boris Pavlov URSS 512,5            | Leif Jenssen · Noruega · 505,0       | Kaarlo Kangasniemi · Finlandia · 495,0 |
| 90 kg   | David Rigert URSS 557,5            | Atanas Shopov Bulgaria 527,5         | Andon Nikolov Bulgaria 525,0           |
| 110 kg  | Jaan Talts URSS 587,5              | Stefan Grützner RDA 550,0            | Kauko Kangasniemi · Finlandia · 540,0  |
| +110 kg | Vasili Alexeyev URSS 632,5         | Rudolf Mang RFA 630,0                | Gerd Bonk RDA 565,0                    |

1. 1 2 3  Fuerza (kg) + arrancada (kg) + dos tiempos (kg) = TOTAL (kg)

## Medallero
| Núm. | País      | Oro | Plata | Bronce | Total |
| ---- | --------- | --- | ----- | ------ | ----- |
| 1    | URSS      | 6   | 2     | 1      | 9     |
| 2    | Bulgaria  | 2   | 3     | 1      | 6     |
| 3    | Polonia   | 1   | 1     | 2      | 4     |
| 4    | RDA       | 0   | 1     | 1      | 2     |
| 5    | Noruega   | 0   | 1     | 0      | 1     |
| 5    | RFA       | 0   | 1     | 0      | 1     |
| 7    | Finlandia | 0   | 0     | 2      | 2     |
| 8    | Hungría   | 0   | 0     | 1      | 1     |
| 8    | Italia    | 0   | 0     | 1      | 1     |
|      | TOTAL     | 9   | 9     | 9      | 27    |